# 別了瘋子
《別了瘋子》為臺灣歌手王傑的第三十七張個人專輯，也是第二十六張國語專輯，由英皇娛樂在2006年年底於香港發行，台灣則由連銘唱片於2007年1月初引進。

## 專輯簡介
專輯由王傑和李士先共同監製，收錄3首MV及9首歌曲，因王傑與英皇關係已降至冰點，專輯於香港上市幾乎無宣傳，且雖是國語專輯，卻也未在台灣直接發行，僅由連銘唱片代理引進（因此訂價較貴），主打歌王本人原屬意命名為「瘋子」，英皇官方則將歌名改為「別了瘋子」，不過王傑表示這是他在英皇做得最高興的一張專輯，因為至少有50%的歌曲是自己決定的，但同時也透露專輯宣傳結束之後，要休息一段時間直至約滿，並放棄追討英皇所積欠的唱片合約。
而專輯在1月推出後，三首主打歌「別了瘋子」、「分心」、「酸雨」輪流登上中央廣播電台「台灣之音龍虎榜」冠軍，並連續5周（1/7～2/4）蟬聯冠亞軍寶座，也創下了龍虎榜成立以來，空前的一項紀錄。

## 曲目
| 曲序 | 曲名                       | 曲                 | 詞     | 編曲   | 附註                                                     |
| 01   | Computer Data Not Playable |                    |        |        |                                                          |
| 02   | 別了瘋子（MV）             |                    |        |        |                                                          |
| 03   | 分心（MV）                 |                    |        |        |                                                          |
| 04   | 酸雨（MV）                 |                    |        |        |                                                          |
| 05   | 別了瘋子                   | 王傑               | 王傑   | 杜自持 | 歌曲原名為《瘋子》 2006年9月16日的西安演唱會現場演唱錄製 |
| 06   | 分心                       | Vincent Chow@Sense | 宋天豪 | 許恆瑞 |                                                          |
| 07   | 時差                       | 陳奕勤             | 陳奕勤 | 李士先 |                                                          |
| 08   | 影子                       | 陳奕勤             | 陳奕勤 | 李士先 |                                                          |
| 09   | 愛戀九二零                 | -                  | -      | 杜自持 | 串燒歌                                                   |
| 10   | 酸雨                       | 王傑               | 武雄   | 李士先 |                                                          |
| 11   | 人魚                       | 譚志華             | 宋天豪 |        |                                                          |
| 12   | 梵蘭特邊境                 | 楊子樸             | 楊子樸 | 許恆瑞 |                                                          |
| 13   | 網站                       | 王傑               | 王傑   | 黃雨勳 |                                                          |

## 唱片版本
- AVCD版

## 音樂錄影帶
- 別了瘋子（页面存档备份，存于）
- 分心（页面存档备份，存于）
- 時差（页面存档备份，存于）
- 影子（页面存档备份，存于）
- 酸雨（页面存档备份，存于）